# 紫蘭女

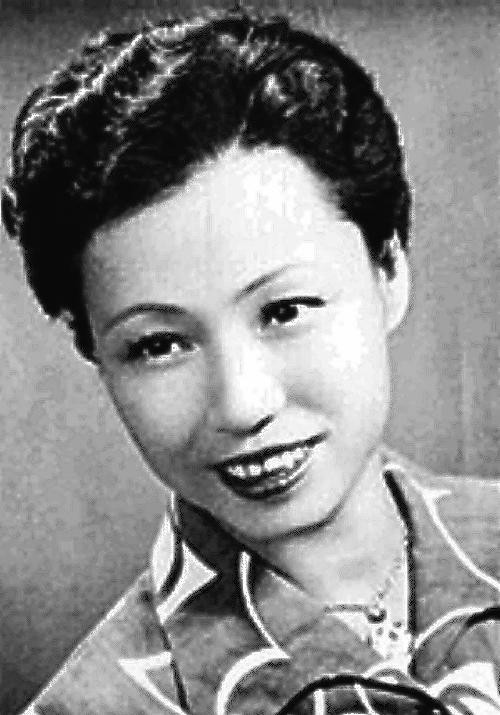
20世紀40年代粵劇花旦、香港肉彈明星：紫蘭女（盧綺文）小姐

紫蘭女（1917年－1991年﹚，籍貫：廣東省南海縣，原名：盧綺文，活躍於20世紀40年代的粵劇花旦。紫蘭女在12歲入行，18歲成名，年青時在美國及加拿大巡回登臺，20世紀30年代擔任「勝壽年」的正印花旦，喜歡引入西方舞臺表演藝術入粵劇舞臺，紫蘭女的首本名劇包括《冷面皇夫》、《金蓮戲叔》、《武松醉打蔣門神》，以刀馬旦、刁蠻戲成名。紫蘭女的 丈夫是省港著名粵劇演員，粵劇界「武探花」梁蔭棠先生。
(武狀元：陳錦棠的徒弟)；紫蘭女對於13歲時拜她門下的徒弟鳳凰女，悉心傳藝，因此鳳凰女亦精於刁蠻戲。當鳳凰女滿師時，根據當時的『師約』是要把三年裡的戲金悉數納作「謝師飯」。然而在約滿那天，紫蘭女取出三年前的師約，當着鳳凰女及其它戲班人員面前撕毀，她表示師約已經不合潮流，自己期望以後與鳳凰女以姊妹身份相處，當時鳳凰女感動跪地，一直視紫蘭女如親人。紫蘭女於1979年獨自返回香港定居，鳳凰女曾買一幢樓給師傅紫蘭女養老。
- 紫蘭女亦是香港電影女明星：

1. 1938年：《陳萬年再世姻緣》，擔任第一女主角，分飾趙蘭英及何大榮的噁巴女兒，片中大膽暴露演出，只穿胸圍三角褲表演踢踏舞，使紫蘭女成為香港南國影壇的第一代肉彈。
2. 1938年：《大俠甘鳳池》
3. 1940年：「合群影片公司」《綠牡丹》，根據民間故事《宏碧緣》，擔任第一女主角，飾演花碧蓮[4]。
4. 1941年：《喜事重重》